# イワン・コワレンコ
イワン・イワノビッチ・コワレンコ（Иван Иванович Коваленко, 1919年2月13日 - 2005年7月27日）は、ソビエト連邦及びロシアの政治家。元ソ連共産党国際部日本課長。

## 来歴・人物
ウラジオストク近郊に生まれる。1935年に国立極東総合大学東洋学部（卒業直前に国立極東大学に統合再編）に入学し日本の研究に取り組み始め、卒業後直ぐに軍隊に入りノモンハン事件の心理作戦に関わる。1940年に結婚し、相前後して政治部将校要員としてモスクワ高等教習所にて心理戦特別工作隊結成のための研修を受講。受講後は一旦対ドイツ戦線に派遣されるが、1943年に極東方面軍政治指導本部へ派遣されてハバロフスクの極東ソ連軍総司令官アレクサンドル・ヴァシレフスキーの秘書となり、露日辞典の編纂に参加した。
第二次世界大戦後は、シベリアに抑留された日本人捕虜向けの『日本新聞』の編集長を務め旧日本兵の親ソ化工作を行った。1951年に軍隊を除隊し、モスクワでソ連共産党中央委員会付属社会科学アカデミー東洋諸国労働運動・共産主義運動部部長となる。その後、対外文化交流国家委員会東洋諸国担当副議長（1956年）・ソ連共産党中央委員会国際部課長（1963年）として対日政策の立案で中心的な役割を負い、たびたび来日して日本社会党委員長の勝間田清一ら政財界の要人や創価学会会長の池田大作ら宗教関係者、三浦甲子二らマスコミ関係者とも太いパイプを持っていた。ソビエト連邦の崩壊直前の1990年に心臓発作で入院し、翌年にはロシア科学アカデミー東洋学研究所嘱託に退いた。
対日外交強硬派として知られ、「灰色の枢機卿」と呼ばれていた。著書『対日工作の回想』では、対日工作の中心目的は日本とアメリカの離間（日本の中立化）にあったとしている。

## エピソード
- 「レフチェンコ事件」では、ソ連国家保安委員会（KGB）少佐のスタニスラフ・レフチェンコに、「日本におけるKGB側の工作員である」と指摘された。その後著書内でレフチェンコを「精神的に問題がある嘘つき」と非難した。
- 1976年のさっぽろ雪まつりの会場において、来日していたコワレンコは「返せ、北方領土」の看板の撤去を命令調に要求したが、当時の北海道知事堂垣内尚弘は毅然として拒絶している。

## 著作物
日本語訳
- イワン・イワノビチ・コワレンコ『ソ連とアジアの集団安全保障』ソビエト外交研究会 訳、恒文社、1977年。
- イ・イ・コワレンコ 他編『アジア=太平洋共同体論 : 構想・プラン・展望』国際関係研究所 訳、協同産業出版部、1988年。
- イワン・コワレンコ『対日工作の回想』加藤昭 監修、清田彰 訳、文藝春秋、1996年。

ロシア語
- под ред. И.И. Коваленко Русско-японский словарь : около 13,000 слов - Москва : ОГИЗ : Гос. изд-во иностранных и национальных словарей, 1947
- [главный редактор И.И. Коваленко ; редколлегия С.И. Вербицкий (ответственный секретарь) ... и др.] Япония : ежегодник - Москва : Главная редакция восточной литературы издательства "Наука", 1973-
- [ответственные редакторы, С.И. Вербицкий, И.И. Коваленко] СССР-Япония : к 50-летию установления советско-японских дипломатических отношений (1925-1975) - Москва : Изд-во "Наука," Глав. ред. восточной лит-ры, 1978
- И.И.Коваленко ; отв. ред.: А.И. Сенаторов Очерки истории коммунистического движения в Японии до Второй Мировой войны - Москва : Изд-во "Наука," Глав. ред. восточной лит-ры, 1979
- И.И. Коваленко ; [ответственный редактор, А.И. Сенаторов] Очерки истории Коммунистической партии Японии после второй мировой войны, 1945-1961 - Москва : Изд-во "Наука," Глав. ред. восточной лит-ры, 1981
- И.И. Коваленко Коммунистическая партия Японии : очерки истории - Москва : Изд-во "Наука," Глав. ред. восточной лит-ры, 1987
- [редколлегия, И.И. Коваленко (ответственный редактор), И.Д. Иванов, В.Н. Хлынов] “Тихоокеанское сообщество" : планы и перспективы - Москва : Наука, 1987